# Sîvuhî, Kozeleț
Sîvuhî (în ucraineană Сивухи) este un sat în comuna Berlozî din raionul Kozeleț, regiunea Cernihiv, Ucraina.

## Demografie
Componența lingvistică a localității Sîvuhî
     Ucraineană (99,5%)
     Alte limbi (0,5%)
Conform recensământului din 2001, majoritatea populației localității Sîvuhî era vorbitoare de ucraineană (99,5%), existând în minoritate și vorbitori de alte limbi.